# Association pour le droit de mourir dans la dignité
 (novembre 2023).
L’Association pour le droit de mourir dans la dignité (ADMD) est une association française prônant « le droit pour chacun d’avoir une fin de vie conforme à ses conceptions personnelles de dignité et de liberté ». En pratique, l'ADMD entend obtenir en France le vote d'une loi légalisant l'euthanasie (active volontaire) et l'aide au suicide (suicide assisté) ainsi que l'assurance d'un accès universel aux soins palliatifs, une loi qui serait calquée sur celle qui existe déjà en Belgique depuis 2002.
Depuis le 2 octobre 2021, le président de l’association est Jonathan Denis, élu par l’assemblée générale des adhérents.

## Objectif
L'association a été fondée en 1980 par Pierre Simon, médecin, et l'écrivain Michel Lee Landa. Présidée initialement à sa mort par son fils Pascal Landa, le conseil comprenait aussi Hubert Moreau, Édith et Gilbert Brunet, Paula Caucanas-Pisier, Simone Cruchon, Marguerite Liégeois et Odette Thibault. Paul Chauvet fut président en 1983 puis le sénateur et ancien ministre Henri Caillavet en 1986 suivi du théologien Jacques Pohier puis le pneumologue Gérard Payen ; son président est Jean-Luc Romero-Michel de juin 2007 à 2021.
Son but selon les statuts d'origine est de faire évoluer la loi française afin que chaque personne soit respectée dans ses convictions concernant sa propre fin de vie, en ouvrant un droit à une aide active à mourir (exemple: suicide assisté selon le modèle suisse et euthanasie volontaire active selon le modèle belge). L’ADMD refuse toutefois l’exemple de l’Oregon, aux États-Unis, dans lequel le suicide assisté se déroule sans accompagnement médical. L'association tient également un rôle d'information auprès du public concernant les droits des patients (acharnement thérapeutique, directives anticipées, personne de confiance). Enfin, l'association entend faire respecter la loi en vigueur, au niveau national en alertant sur les cas où la loi n'est pas appliquée, comme au niveau individuel avec une ligne téléphonique d'écoute et d'aide à toute personne souhaitant un soutien ou une information sur le sujet.
En 2021, selon un sondage de l'Ifop commandé par l'ADMD, 93 % des Français sont favorables pour que "la loi française autorise les médecins à mettre fin, sans souffrance, à la vie des personnes atteintes de maladies insupportables et incurables, si elles le demandent". En 2022, selon un sondage Ifop, 82 % des Français considèrent l'aide active à mourir comme un soin.
En 2023, une étude de la société Cluster17 pour Le Point conclut que 83 % des Français sont favorables à un droit à l'euthanasie active.

## Organisation

### Statut
L’ADMD est une association nationale laïque à vocation humanitaire.

### Objet social
L’ADMD a pour objet de promouvoir le droit de disposer de façon libre et réfléchie de sa propre personne. Elle œuvre en faveur de la reconnaissance et de l'exercice licite du droit de choisir librement le moment et la manière de terminer sa vie selon ses conceptions philosophiques et morales.
L’association a pour but de faire respecter la dignité des personnes en prenant en considération leurs intentions exprimées afin qu'elles supportent leur fin de vie dans les conditions qu’elles souhaitent (lutte appropriée contre la douleur, droit au refus de l’acharnement thérapeutique) et puissent obtenir une aide active à une délivrance douce si elles ont exprimé ce souhait sans équivoque. Toutes réformes législatives et réglementaires allant dans ce sens sont recherchées par l’ADMD. L’ADMD milite pour trois formes de soin : les soins palliatifs, l’euthanasie (le médecin procède à l’acte médical) et le suicide assisté (la personne s'auto-administre le produit létal sous surveillance médicale).
L'association s'interdit toute incitation au suicide. Elle s'oppose au recours à l'euthanasie fondée sur des motifs politiques, économiques ou sociaux, ainsi qu’à toute euthanasie pratiquée sans demande de la personne concernée.

## Composition
L'association se compose de membres actifs, bienfaiteurs, d'honneur et du comité d’honneur.
Elle dispose d’un conseil d’administration, d’un comité d’honneur, d’un bureau exécutif, de délégations nationale et locales, ainsi que d’organes complémentaires comme des commissions. Enfin, les jeunes sont également représentés.
La marraine de l’ADMD est Line Renaud.

### Conseil d'administration
L'ADMD est supervisée par un conseil d'administration composé de quatorze membres. Le conseil d’administration est composé de douze membres élus par les adhérents et de deux délégués élus par leurs pairs. Les quatorze administrateurs ont voix délibérative.
En novembre 2023, les 14 administrateurs sont : Marine Brenier, Yoann Brossard, Maxime Collobert, Catherine Daquin, Sylvie Dargery, Jonathan Denis, Yves Grégoire, Pierre Juston, Rémi Marchand, Benjamin Mattely, Mélanie Raphaël-Béthune, Jean-Luc Romero-Michel, Anne Vivien, Robert Wohlfahrt.
L’ADMD organise des assemblées générales ordinaires et extraordinaires sous contrôle d’huissier.

### Bureau exécutif
Le conseil d’administration élit un bureau. Celui-ci gère l'association, prend les décisions nécessaires et rend compte de son activité devant le conseil d'administration.
En 2022, le bureau se compose de : 
- Président : Jonathan Denis
- Vice-présidente : Anne Vivien
- Trésorier : Benjamin Mattely
- Trésorier adjoint : Yves Grégoire
- Secrétaire général : Yoann Brossard
- Secrétaire générale adjointe : Mélanie Raphaël-Béthune
- Délégué général (fonction salariée) : Philippe Lohéac

Les anciens présidents sont :
- Michel Lee Landa (1980-1981)[13]
- Pascal Landa (1981-1983)[réf. nécessaire]
- Paul Chauvet (1983-1986 et 1995-1996)[14],[15]
- Henri Caillavet (1986-1991 et 1996-2001)[16],[17]
- Jacques Pohier (1992-1994)[18]
- Jean Cohen (2001-2005)[19]
- Gérard Payen (2005-2007)[20],[21]
- Jean-Luc Romero-Michel (2007-2021)

### Secrétaires généraux
- Yoann Brossard (octobre 2021-)[22]
- Jonathan Denis (mai 2018-octobre 2021)
- Christophe Michel (septembre 2013-mai 2018)[23]
- Jacqueline Jencquel (septembre 2009-septembre 2013)[24]

### Comité d'honneur
L’ADMD compte également un comité d’honneur, présidé par l’écrivaine Noëlle Châtelet.
Le comité d’honneur est composé de personnalités comme : Hugues Aufray, Marie-Christine Barrault, Jean Bauberot, Margie Sudre ou Bernard Thévenet...
Le titre de membre d'honneur est décerné par le conseil d'administration aux personnes qui rendent ou ont rendu des services à l'association. Il confère le droit de voter à l'assemblée générale et d'assister aux réunions du conseil d'administration sans voix délibérative.
D’autres personnalités sont également proches de l’ADMD, comme Cyril Féraud ou encore Olivier Minne.

### Délégations
Le conseil d'administration désigne également les délégués de l'association. Ces délégués sont nommés pour une période de quatre ans renouvelables. L’ADMD compte une délégation nationale et des délégations territoriales. Le Centre national de l’association assure les tâches matérielles pour les délégués (envoi de courrier aux adhérents, mise sous pli, gestion du fichier...).

### Organes complémentaires
L’ADMD comprend plusieurs organes complémentaires. L’association dispose de deux commissions Soignants et juridique. Quant aux jeunes, ils sont représentés avec « Jeunes ADMD ».

#### Commission Soignants
L’ADMD est dotée d’une Commission Soignants. Elle regroupe des médecins et infirmiers qui peuvent prendre contact avec le médecin d’un patient afin d’apprécier son état de santé et de trouver des solutions.

#### Commission Juridique
Les adhérents peuvent également bénéficier de conseils juridiques et interroger des experts au sein de l’ADMD en cas de doute quant au respect du droit du patient. Les principaux droits relatifs à la personne malade et à la personne en fin de vie sont précisés dans une brochure fournie aux adhérents.

#### Jeunes ADMD
Les Jeunes ADMD rassemblent les adhérents de l’ADMD de moins de 36 ans. Ils disposent d’un bureau et d’une aide logistique de l’ADMD. Ils sont placés sous la responsabilité d’un ou deux responsables jeunes, nommés pour deux ans, renouvelables, par le président de l’ADMD. Un bureau national Jeunes est constitué. Dans chaque délégation, dans la mesure du possible, un ou deux référents Jeunes sont nommés après consultation du délégué.
En 2023, les Jeunes de l’ADMD sont au nombre de 900 membres sur tout le territoire français.

### ADMD Écoute
L’ADMD met en place un service d’écoutes téléphoniques, pour aider les adhérents à comprendre la loi, rédiger des directives anticipées, avoir des conseils pour choisir sa personne de confiance, avoir un soutien actif lors de situations de fin de vie mal ou non prises en charge par l’hôpital. Ce service est assuré par des bénévoles qui se relayent 5 jours sur 7 pour répondre aux questions. Ils travaillent en collaboration avec les membres de la commission juridique et de la commission Soignants.

## Fichier des directives anticipées
La loi Claeys-Leonetti permet à toute personne majeure de rédiger un document, appelé « directive anticipée », concernant ses choix en matière de fin de vie et de désigner une personne de confiance pour faire respecter ses volontés.
Toute personne majeure peut, si elle le souhaite, faire une déclaration écrite pour préciser ses souhaits concernant sa fin de vie. Chacun peut inscrire dans ce document son refus ou sa volonté de poursuivre, de limiter ou d’arrêter les traitements ou les actes médicaux. Ce document a pour but d’aider les médecins, le moment venu, à prendre des décisions conformément à la volonté du patient. Leur reformulation est toujours possible.
La directive anticipée est en effet contraignante pour le médecin qui doit respecter le choix et le droit du patient à l’arrêt de tout traitement, à bénéficier de la sédation profonde et continue jusqu’au décès.
L’ADMD fournit à ses adhérents un modèle de directives anticipées et les aide à rédiger ce document, à l’aide de la commission juridique et de la commission Soignants, si besoin. L'ADMD invite ses adhérents à être porteur de cette déclaration.
Sur son site d’information pédagogique « Préparer sa fin de vie », l’ADMD met aussi à disposition des personnes en fin de vie et des accompagnants, des informations sur le droit des malades, des modèles de directives anticipées, une brochure ainsi qu’un exemple de lettre contre l’obstination médicale.

## Représentant des usagers de santé
L’ADMD dispose de l’agrément des associations représentant les usagers dans les instances hospitalières ou de santé publique depuis août 2006. Agréée par le ministère de la Santé, elle représente les usagers dans les établissements de santé et participe aux différentes commissions : conseil de surveillance, commission des usagers… L’agrément a été renouvelé en juin 2011, en juin 2016 et avril 2021.

## Partenariats

### Partenariats ADMD
L’ADMD noue des partenariats avec d’autres associations notamment laïques et à vocation humaniste, les mutuelles, les associations crématistes, les associations de libres penseurs et les francs-maçons.
A ce titre, en 2023, la Mutuelle générale de l’Éducation nationale s’engage aux côtés de l’ADMD pour concevoir un pacte progressiste Fin de vie.

### Membre d'associations
L'ADMD est membre de la Fédération internationale des associations pour le droit de mourir (World Federation of Right to Die Societies) et de la Fédération européenne des ADMD (Right to Die-Europe - RtD-E).

## Actions

### Mode d'action
L’ADMD organise des réunions mensuelles, des réunions publiques, des réunions d’information, des projections de films, des tractages sur les marchés, des conférences, des permanences, des webinaires…
Les modes d’action sont l'entraide, l'action de ses organes auprès des pouvoirs publics, l'élaboration ou le soutien de propositions législatives et réglementaires, l'organisation de manifestation, l’information de ses adhérents, l'établissement et la diffusion de documents utiles à l'information et au soutien de ses adhérents.

### Actions récurrentes
L’ADMD organise trois grandes actions récurrentes : la Semaine de mobilisation, la Journée pour mourir dans la dignité et l’ADMD Tour.

#### Semaine de mobilisation
L’ADMD organise tous les ans la Semaine de mobilisation. Pendant plusieurs jours, les adhérents de l’association vont à la rencontre des Français pour leur rappeler la loi. La Semaine de mobilisation précède toujours une période électorale.
En 2022, la 15e semaine de mobilisation s’est tenue du 15 au 20 mars. La 16e semaine de mobilisation a eu lieu du 14 au 22 mai 2022.

#### Journée mondiale pour le droit de mourir dans la dignité
Les 30, 31 octobre et 1er novembre 2008 est organisé, à Paris, le 17e Congrès mondial des associations pour le droit de mourir dans la dignité. À cette occasion, une grande réunion publique s'est tenue à l’Hôtel de ville de Paris, le vendredi 31 octobre 2008. Le 2 novembre 2008, à l'initiative de Jean-Luc Romero, est lancée, sur le parvis des droits de l'homme, à Paris (Trocadéro), la première Journée mondiale pour le droit de mourir dans la dignité. Depuis lors, tous les ans, l’ADMD célèbre cette journée mondiale le 2 novembre.
La première Journée mondiale pour le droit de mourir dans la dignité, organisée le 2 novembre 2008, fait suite à l’affaire Chantal Sébire. Cette manifestation se déroule dans une trentaine de villes de France. Présidée par Jean-Luc Romero, alors président de l’association, cette journée est l’occasion de lancer une réflexion collective sur la fin de vie.
En 2011, des manifestations se déroulent dans plusieurs pays d'Europe. En France, l’association organise notamment des distributions de tracts, lâchés de ballons, plantations d'arbres, rassemblements.
En 2021, la 14e Journée mondiale est l’occasion de rappeler la proposition de loi pour une fin de vie libre et choisie, portée par le député Olivier Falorni et discutée à l’Assemblée nationale le 8 avril 2021,. Depuis 2017, quatre élus ont déposé des propositions de lois allant dans le même sens : Caroline Fiat (2017), Jean-Louis Touraine (2017), Marie-Pierre de La Gontrie (2020) et Marine Brenier (2020). De son côté, Line Renaud est reçue à l’Assemblée nationale le 28 septembre 2021 pour demander une loi sur l’aide active à mourir. « C'est un progrès essentiel qu'on ne doit plus empêcher », dit-elle.
En mai 2021, 300 députés de tous bords, soit plus de la moitié de l’Assemblée nationale, écrivent au Premier ministre Jean Castex afin d’inscrire à l’ordre du jour la proposition de loi sur la fin de vie, dont l’examen n’a pu arriver à son terme un mois auparavant et afin de poursuivre la discussion. Les ministres Marlène Schiappa et Agnès Pannier-Runachier apportent leur soutien à cette initiative. Cependant, le projet proposé devant l'Assemblée en avril 2021 n’est pas voté dans sa totalité, ce qui incite l’ADMD à poursuivre son engagement.
La 15e Journée mondiale pour le droit de mourir dans la dignité a lieu le 2 novembre 2022.
Lors de la 16e Journée mondiale pour le droit de mourir dans la dignité, l’autrice Hélène Deslandes présente son dernier ouvrage « Libre en son royaume ». Il s’agit d’un témoignage sur l’accompagnement de fin de vie de son père.

#### ADMD Tour
Chaque année, en juin et juillet, les Jeunes ADMD organisent l’ADMD Tour, des rencontres itinérantes partout en France destinées à parler des droits des personnes sur leurs lieux de villégiature. Cette tournée nationale s’arrête dans une vingtaine de villes-étapes pour aller à la rencontre des Français et leur parler de la fin de vie dans un « bus de la liberté ».
La 1re tournée a lieu en 2015, organisée par Christophe Michel, ancien secrétaire général de l’ADMD. Du 30 juin au 26 juillet 2015, la tournée nationale s'arrête dans 21 villes, dans lesquelles les militants informent les passants sur leurs droits actuels en fin de vie ainsi que sur les démarches administratives actuellement en vigueur en France (directives anticipées et personne de confiance).
Une deuxième édition se déroule du 3 au 30 juillet 2016, de Paris à Strasbourg, et a pour parrain le présentateur Olivier Minne. L'ADMD Tour débute sa troisième édition de Paris à Metz le 30 juin 2017, à laquelle s'associe de nouveau Olivier Minne en tant que parrain. Cette troisième édition accueille Line Renaud comme marraine.
En 2020, en raison de la crise du Covid-19, l’ADMD Tour est remplacé par « L’été des Jeunes ADMD », une série de pastilles vidéo postées sur les réseaux sociaux, dont YouTube.
En 2023, l’ADMD Tour passe par 19 villes afin de sensibiliser le public au droit de mourir dans la dignité. Animé par des adhérents de l’association âgés de moins de 36 ans, il propose une discussion dans une ambiance positive avec coin photo, café, décoration colorée. Les 19 départements traversés par l’ADMD Tour ont tous le point commun d’être dépourvus d'unité de soins palliatifs,. À titre d'exemple, le département du Gers ne dispose que de lits et d'équipes itinérantes.
En 2024, la 9ème édition de l’ADMD Tour a pour objectif de promouvoir les directives anticipées et plus généralement les droits des personnes en fin de vie à travers des activités ludiques, une sélection de livres, des discussions et autres actions de prévention.

### Actions ponctuelles
Parallèlement aux actions récurrentes, l’ADMD organise aussi des actions ponctuelles.
Le 24 mars 2012, Eva Joly, Jean-Luc Mélenchon, Bertrand Delanoë et Anne Hidalgo participent au meeting organisé par l’ADMD au Cirque d’hiver à Paris,.
À l’occasion du 17e congrès mondial des associations pour le droit à mourir dans la dignité, organisé à Paris du 30 octobre au 1er novembre 2014, l’ADMD convie plusieurs personnalités comme Jean-Paul Huchon, Henriette Martinez, Laurent Fabius.
Le 18 mars 2017, l’ADMD organise un événement au Cirque d’hiver Bouglione à Paris, dans laquelle l’association interpelle les candidats à l’élection présidentielle sur le droit de mourir dans la dignité et les invite à s’exprimer devant les adhérents de l’association. Benoît Hamon répond à l’appel et fait part de ses idées.
Le 13 février 2018, Emmanuel Macron reçoit plusieurs associations relatives à la bioéthique lors d’un dîner à l’Élysée,. Parmi les associations présentes figure l’ADMD représentée par son président Jean-Luc Romero et par la sociologue et auteur Noëlle Châtelet.
En 2019, les adhérents sont encouragés à participer au Grand Débat national lancé par Emmanuel Macron. L’ADMD en profite pour adresser une lettre ouverte au président de la République diffusée sur le journal Le Monde daté du 13 février 2019.
Le 28 juin 2023, l’ADMD organise les Assises nationales sur la fin de vie à la Sorbonne à Paris, afin de faire suite aux conclusions de la convention citoyenne sur la fin de vie. Lors de cette journée, plusieurs personnalités publiques et experts européens et porte-paroles des groupes politiques participent et échangent autour de tables-rondes.

## Affaires

### Chantal Sébire
En mars 2008, le débat sur la fin de vie a été relancé par la demande d'autorisation au suicide assisté lancée à travers les médias par Chantal Sébire, patiente qui souffrait d'une tumeur incurable. Selon l'ADMD, la Loi Léonetti du 22 avril 2005 relative aux droits des patients en fin de vie, adoptée après le drame vécu par Vincent Humbert, ne permettait pas de donner suite à cette demande. L'objet de cette loi n'est effectivement pas de permettre de provoquer volontairement le décès, il est de permettre la limitation des soins jugés inutiles et la mise en route de traitements de confort sédatifs et analgésiques nonobstant, le cas échéant, le risque d'une mort plus rapide.
Le Premier ministre, François Fillon, a demandé à l'auteur de la loi de procéder à une évaluation de la législation et de lui remettre un rapport. Cela fut fait dans les tout premiers jours de décembre 2008, après, notamment, une série d'auditions dont celle, en juin 2008, du président de l'ADMD, Jean-Luc Romero, de Claudine Lassen, médecin et vice-présidente, et de Philippe Lohéac, délégué général. Les conclusions des six mois de travaux sont apparues décevantes aux partisans d'une légalisation de l'euthanasie. Trois propositions concrètes ont été formulées : la création d'un observatoire des fins de vie (effectivement créé par un décret du 19 février 2010), l'amélioration de la prise en charge du congé d'accompagnement avec la possibilité dans certains cas, d'une allocation (texte voté en 1re lecture à l'Assemblée nationale en février 2009) et mise en place, dans chaque département, d'un référent soins palliatifs.

### Jean Mercier
Le 10 novembre 2011, Josanne Mercier, affaiblie depuis plusieurs années par une maladie osseuse qui lui procure des douleurs chroniques et par une dépression qui l'a conduite à tenter plusieurs fois de se suicider par le passé, en vain, demande à son mari, Jean, de l'aider à mourir. Les deux époux qui sont mariés depuis 55 ans se sont fait la promesse que si la vie devient insupportable pour l'un des deux, l'autre l'aidera à partir sereinement. Jean Mercier lui apporte donc des médicaments et un verre d'eau, et reste près d'elle jusqu'à son décès. Il appelle ensuite les secours et indique au médecin chargé de délivrer le certificat de décès qu'il a aidé sa femme à mourir.
Alors que les enfants du couple sont en accord avec le choix de leurs parents, qui s'étaient fait une promesse, l'État n'entend pas laisser passer l'affaire et attaque Jean Mercier pour homicide volontaire, malgré une directive de 2011 permettant de classer ces affaires en opportunité après prise d’avis. Or, Jean Mercier est placé en garde à vue, puis inculpé le même jour, laissant penser qu’aucun avis n’a été pris pour un éventuel classement en opportunité. L'ADMD, par le biais de son Délégué pour la Loire, constitue un comité de soutien afin d'accompagner Jean Mercier, lui-même militant ADMD depuis de nombreuses années, tout au long de la procédure judiciaire. C'est l'avocat de l'ADMD Maître Mickaël Boulay qui le représente. Mickaël Boulay fut l’avocat de Morten Jensen. Maître Boulay est également responsable de la commission juridique de l'ADMD. À l'issue de la procédure d'instruction, Jean Mercier bénéficie d'un non-lieu pour ce chef d'inculpation. Il est alors renvoyé en correctionnelle pour "non-assistance à personne en péril" (article 223-6 alinéa 2 du Code Pénal).
Entre-temps, son avocat, Mickaël Boulay dépose une QPC (Question Prioritaire de Constitutionalité) : le but de cette QPC est de « Constater que des poursuites pour non-assistance à personne en péril, fondées sur l’application des dispositions de l’article 223-6 alinéa 2 du Code Pénal, d’une personne qui, par fourniture des moyens et sans mobile égoïste, a assisté au suicide d’un individu capable et non vulnérable ayant exprimé librement sa volonté d’exercer son droit d’éviter ce qui, à ses yeux constituait une fin de vie indigne et pénible, porte atteinte aux droits et libertés garantis par la Constitution, et plus précisément à l’article 4 de la Déclaration des droits de l’homme et à l’article 8 de la Convention européenne des droits de l’homme ». Cette QPC est rejetée par le Tribunal de Grande Instance de Saint-Étienne.
La procédure reprend donc son cours et le procès de Jean Mercier pour "non-assistance à personne en péril" débute le mardi 22 septembre 2015. Le procureur requiert 3 ans avec sursis, ce que Jean Mercier déplore : il estime que soit il est coupable, auquel cas il doit être condamné à de la prison ferme, soit il ne l'est pas et doit être relaxé. Dans une interview au Parisien, il déclare : « Je n'en veux pas à la justice. Si l'on me considère coupable, alors qu'on me condamne, et pas à du sursis. Si je suis coupable, alors il n'y a pas de demi-mesure ». Jean Mercier souhaite que cette affaire ouvre la voie à une évolution de la loi : « J'espère juste apporter ma pierre, aussi modeste soit-elle, afin d'obtenir une loi. C'est la voie de la modernité, comme cela l'a été pour la peine de mort ou le droit à l'avortement. Je suis persuadé qu'on y viendra, peut-être d'ici dix ou vingt ans, mais on y viendra ». Le délibéré est rendu le 27 octobre 2015, Jean Mercier est condamné à 1 an avec sursis pour le chef d'accusation de "Non-assistance à personne en péril". Le procès en appel se déroule le jeudi 8 septembre 2016 à la Cour d'appel de Lyon. Plus de 200 militants et sympathisants de l'ADMD sont présents pour soutenir Jean Mercier et demander sa relaxe. La décision de la cour d'appel est rendue le 10 novembre 2016 : Jean Mercier est relaxé. Le 16 novembre 2016, le parquet se pourvoit en cassation. La relaxe est confirmée par la cour de cassation le 12 décembre 2017.

### Anne Bert
Durant l'été 2017, l'écrivaine charentaise Anne Bert, adhérente de l'association,, médiatise sa situation. Atteinte depuis quelques mois d'une sclérose latérale amyotrophique, aussi appelée maladie de Charcot, elle se sait condamnée et revendique un droit à mourir au moment où elle l'a choisi, sans attendre de subir l'agonie inéluctable que provoquera sa maladie. Elle interpelle la ministre de la Santé Agnès Buzyn qui reste sourde à sa demande et part en Belgique. Elle meurt le 2 octobre 2017 et son livre Le tout dernier été paraît dans la foulée à titre posthume le 4 octobre 2017.

### Vincent Lambert
Le cas de ce jeune infirmier de trente ans, tombé dans un coma puis une mort cérébrale en 2008 à l'âge de 31 ans, a fait l'objet de onze ans de procédures judiciaires avant sa mort par arrêt de nutrition selon la loi Léonetti-Clayes de 2016. Ces onze années et le passage dans plus de dix juridictions ont démontré que la législation actuelle n'est pas adapté. François Lambert, qui a été le principal défenseur de son oncle contre les parents de Vincent qui refusaient la réalité d'une mort cérébrale irréversible, a initialement cherché à travailler avec l'ADMD mais n'a pas souhaité être exploité par cette organisation pour valoriser sa direction. Il a ensuite rejoint « Le Choix - Citoyens pour une mort choisie », qu'il quitte en 2020 pour fonder son blog "Vivre sa mort" et créer sa propre association Article 10. Son livre Pour qu'il soit le dernier paraît aux éditions Robert Laffont en mars 2020.

### Jacqueline Jencquel
En 2018, Jacqueline Jencquel se fait connaître en étant interviewée dans les médias Brut et Konbini,. Dans l’une de ces vidéos, elle annonce avoir programmé son décès, pour décider elle-même de sa fin de vie. Âgée de 74 ans, elle est alors en bonne santé et ne souffre d'aucune maladie.
Dans une émission de télévision diffusée le 31 décembre 2020, elle aborde sa peur de la vieillesse, qu’elle considère comme une maladie incurable. Elle exprime aussi sa peur de la solitude et de la dépendance. Elle refuse de souffrir et de mourir dans un Ehpad. Dans son ouvrage intitulé Terminer en beauté, elle écrit : « Je me suis battue pour l’IVG, je réclame un IVV - Interruption volontaire de vieillesse ».
En raison de la naissance de son petit-fils, elle annule la programmation de sa mort prévue en Suisse en janvier 2020, ce qui fait dire à ses détracteurs qu’il ne s’agissait que d'une opération de communication. Finalement, Jacqueline Jencquel met fin à ses jours à son domicile à Paris le 29 mars 2022 à l’âge de 78 ans. Elle était militante au sein de l’ADMD et défendait la légalisation du suicide assisté en France.

### Maïa Simon
Le 19 septembre 2007, la comédienne française Maïa Simon, âgée de 67 ans, atteinte d’un cancer en phase terminale, décède en Suisse à l’aide du suicide médicalement assisté. Avant de mourir, l'actrice enregistre une interview diffusée par RTL, où elle explique sa décision de recourir à l'aide au suicide. Elle regrette « la toute-puissance des médecins et l'hypocrisie de la société française qui refuse qu'on choisisse sa fin ».
« Comme nous le faisons en pareil cas, nous avons fait passer Maïa Simon devant notre commission médicale, puis nous l’avons mise en contact avec l’association suisse Dignitas, qui est présidée par un médecin et assiste les personnes ayant pris une telle décision », explique Jean-Luc Romero, président de l’ADMD.
La fin de vie de Maïa Simon donne lieu à la pièce de théâtre Voyage à Zürich. Son personnage est interprété par Marie-Christine Barrault.

### Alain Cocq
Alors qu’il est âgé de 23 ans, Alain Cocq se voit diagnostiquer une maladie orpheline incurable générant des douleurs extrêmes.
En 2020, considérant que sa vie n’est plus digne, il écrit une lettre au président Emmanuel Macron et lui demande le « droit à une mort digne, avec l’assistance active du corps médical », en autorisant ce dernier à lui prescrire un barbiturique puissant. Emmanuel Macron lui répond : « Parce que je ne me situe pas au-dessus des lois, je ne suis pas en mesure d'accéder à votre demande ».
Face au refus du président, Alain Cocq fait deux grèves de la faim et des soins en 2020 pour réclamer le droit à l’euthanasie. Il tente ainsi à deux reprises de mourir en cessant toute hydratation, alimentation et traitement mais renonce finalement à cause de douleurs insoutenables.
Avant de mourir, Alain Cocq filme son agonie sur YouTube et Facebook pour montrer ses conditions de vie et réclame le droit de mourir.
Line Renaud, marraine de l’association, prend alors la défense du malade dans un courrier qu’elle adresse aux députés. Alain Cocq ne peut en effet bénéficier de la loi en vigueur, dite Claeys-Leonetti, adoptée en 2016. Cette dernière autorise « la sédation profonde et continue, pouvant aller jusqu'à la mort » mais uniquement pour des personnes dont le pronostic vital est engagé « à court terme ».
Le 15 juin 2021, Alain Cocq décède en Suisse à Berne, âgé de 58 ans, par suicide assisté.
Dans un courrier posthume intitulé Lettre d’outre-tombe, il s’adresse au président de la République, aux membres du gouvernement, aux députés, aux sénateurs, et aux candidats à l’élection présidentielle. « Je tiens à vous informer, par la présente, de mon décès dans la dignité, dans le cadre d’une procédure de suicide assisté en Suisse (mort naturelle) », écrit-il, avant de dénoncer le « manque de courage politique » d’Emmanuel Macron et du gouvernement « quant au refus de mettre à l’ordre du jour un projet de loi sur la fin de vie dans la dignité », que ce soit par le suicide assisté lorsque la personne est consciente, ou par euthanasie lorsque la personne n'est plus capable de s'exprimer.
Alain Cocq était malade depuis plus de trente ans.

### Vincent Humbert
Le 24 septembre 2000, Vincent Humbert, alors âgé de 19 ans, est victime d’un accident de la route. Il reste dans le coma pendant plus de six mois. Lorsqu'il en sort, il est tétraplégique, aveugle et muet. Au bout de deux ans, il apparaît que sa situation est incurable. Vincent Humbert reste dans un état végétatif et ne peut communiquer que par son pouce. Le jeune homme désigne des lettres avec son seul doigt valide.
En novembre 2002, avec l'aide de sa mère, qui lui épelle l'alphabet, il écrit au président Jacques Chirac « Je demande le droit de mourir ». Le président lui répond ne pas en avoir le droit. Le 16 décembre 2002, la lettre adressée au président est publiée dans la presse.
Marie Humbert, sa mère, annonce l’aider dans son souhait de mourir dans l'émission Sept à Huit ainsi que dans plusieurs journaux télévisés, le 21 septembre 2003.
« Tu m'as donné la vie, tu me donneras la mort », lui dit son fils. Trois jours plus tard, elle lui injecte un produit qui le plonge dans le coma. Vincent Humbert intègre alors le service de réanimation du Dr Frédéric Chaussoy. De son côté, Marie Humbert est placée en garde à vue pour tentative d’assassinat, puis relâchée le lendemain. Finalement le Dr Chaussoy débranche le respirateur artificiel du jeune homme, qui décède le 26 septembre 2003.
Le 25 septembre 2003 paraît le livre Je vous demande le droit de mourir, le témoignage de Vincent Humbert recueilli par le journaliste Frédéric Veille, vendu à plus de 300 000 exemplaires. Il écrit au sujet de sa mère : « Ne la jugez pas, ce qu'elle aura fait pour moi est certainement la plus belle preuve d'amour au monde ».
Le sujet est alors repris par le député Jean Leonetti, qui lance une mission parlementaire sur la fin de vie. Le 26 octobre 2004, le projet de "Loi relative aux droits des malades et à la fin de vie" est déposé à l'Assemblée nationale. La loi Leonetti est votée le 22 avril 2005. Elle instaure un droit au « laisser mourir » sans toutefois autoriser l’euthanasie active. Elle interdit l'acharnement thérapeutique et définit un cadre afin que le patient puisse demander l'arrêt de certains traitements.
Marie Humbert et le Dr Chaussoy sont mis en examen mais la juge d’instruction, Anne Morvant, déclare un non-lieu général le 27 février 2006.
Le 2 février 2016, la loi Leonetti est modifiée et devient la loi Leonetti-Claeys. Elle ouvre la possibilité à une « sédation profonde » dans le cas d’un patient en phase terminale et en souffrance extrême.

## Interpellations politiques

### Première proposition de loi
La première proposition de loi en faveur du suicide assisté a été déposé au Sénat par Henri Caillavet en 1978. Elle a été rejetée et été à l'époque vilipendée par les sénateurs, les représentants et le gouvernement.
Le 19 novembre 2009, trente ans jour pour jour après l'article UN DROIT rédigé par Michel Landa et publié dans le journal Le Monde, l'Assemblée nationale débattait pour la première fois de son histoire d'un texte de loi relatif au droit de finir sa vie dans la dignité et légalisant l'euthanasie. Cette proposition de loi a été déposée par Jean-Marc Ayrault, Laurent Fabius et Manuel Valls et cosignée par la très grande majorité des députés du groupe socialiste, radical, citoyen et divers gauche (SRC). Seuls 203 députés (dont quelques députés UMP parmi lesquels Henriette Martinez, députée des Hautes-Alpes) ont alors voté ce texte lors du scrutin solennel du 24 novembre 2009. L'Assemblée nationale n'a donc pas adopté le texte.
Le 25 janvier 2011, ce fut au tour du Sénat de se saisir d'une proposition de loi relative à l'assistance médicalisée pour mourir. Ce texte, fruit d'une synthèse effectuée par la Commission des affaires sociales présidée alors par la sénatrice centriste du Rhône Muguette Dini, était porté par le sénateur du Rhône Guy Fischer (PC), par le sénateur de la Vienne Alain Fouché (UMP) et par le sénateur de la Manche Jean-Pierre Godefroy (PS). 172 sénateurs ont voté contre ; 143 sénateurs ont voté pour.

### Campagne présidentielle de 2012 et mandat de François Hollande
Le 22 février 2012, l'association interpelle, via une question signée par 50 personnalités, les candidats à l'élection présidentielle, afin qu'ils s'engagent à déposer un projet de loi visant à légaliser le droit à l'euthanasie. Dans le cadre de l'élection présidentielle, l'association demande aux candidats de prendre position sur le sujet, et obtient l'inscription dans les programmes de François Hollande et de Jean-Luc Mélenchon de la légalisation du droit de mourir dans la dignité. Les candidats qui s'étaient déclarés contre une telle légalisation ont fait l'objet d'une campagne de communication choc menée par l'ADMD et l'agence de publicité Melville. C'est ainsi que l'on vit François Bayrou, Marine Le Pen et Nicolas Sarkozy dans un lit d'hôpital, à l'article de la mort, avec le slogan : « Doit-on vous mettre dans une telle position pour faire évoluer la vôtre sur l'euthanasie ? »
Le 24 mars 2012, une grande manifestation publique a réuni les candidats à l'élection présidentielle ou leur représentant au Cirque d'Hiver. Juste avant, près de 5 000 personnes avaient manifesté sur la place de la République, à Paris.
Après que Jean Leonetti et Alain Claeys aient été nommés rapporteurs d'une nouvelle loi concernant les droits des malades par le président élu à l'issue de cette campagne, François Hollande en janvier 2015, une loi est validée par le Parlement en février 2016. Cette loi annonçant de « nouveaux droits » en faveur des malades et des personnes en fin de vie reprend les éléments principaux de la loi Leonetti de 2005 et du décret d'application de 2010. Les nombreuses navettes parlementaires entre l'Assemblée nationale et le Sénat obligent le Parlement à adopter un texte de consensus bien en deçà des espérances portées par l'engagement de campagne no 21 de François Hollande (les avancées portent principalement sur l'opposabilité des directives anticipées, sous conditions toutefois, et l'inscription du droit à la sédation profonde dans la loi, bien que cette sédation soit déjà légale et pratiquée depuis la parution en janvier 2010 du décret no 2010-107). Ces maigres évolutions des droits des personnes malades et en fin de vie suscitent de nombreuses réactions et tribunes dans les médias,,,.

### Campagne présidentielle de 2017
L'association organise de nouveau, comme elle l'avait fait lors de la campagne présidentielle de 2012, un grand meeting au Cirque d'Hiver et invite les candidats à venir exprimer leur position sur le sujet de la fin de vie et sur la place d'une loi de légalisation de l'aide active à mourir dans leur programme.

### Mandat d'Emmanuel Macron
En avril 2021, les députés votent à près de 80 % l’article 1er de la proposition de loi d’Olivier Falorni visant à légaliser l’euthanasie et le suicide assisté.
En décembre 2022, le président Macron met en place une convention citoyenne sur la fin de vie, représentée par 184 citoyens tirés au sort. En avril 2023, elle se positionne à 75,6 % en faveur d’une aide active à mourir, considérant la loi Claeys-Leonetti comme insuffisante. Ses 184 membres appellent également à garantir un budget pour les soins palliatifs. Emmanuel Macron annonce dans la foulée un projet de loi sur la fin de vie après avoir reçu les conclusions de la Convention citoyenne s'étant prononcée en grande majorité en faveur d’une aide active à mourir (suicide assisté et euthanasie). L’ADMD se réjouit de cette avancée qui « va dans le bon sens, parce que cela fait quelques années qu'on l'attend », explique Yves Grégoire, délégué en Seine-Maritime de l’association. Ce projet de loi devrait comporter trois volets : aide active à mourir, soins palliatifs et droits des patients.
Finalement, le projet de loi sur la fin de vie porté par la ministre déléguée à la Santé Agnès Firmin-Le Bodo, s’éloigne des recommandations de l’ADMD. Selon l'association, le gouvernement privilégierait le « suicide assisté selon le modèle de l’Oregon », qualifié de modèle « ignoble » par l'association. En effet, la personne déclarée en fin de vie par un médecin se voit prescrire une substance létale sans contrôle, ni suivi médical, ni accompagnement, ni aide. L’ADMD privilégie le suicide assisté tel qu’il est pratiqué, par exemple au Luxembourg, avec suivi médical, aide et assistance. En janvier 2024, la nomination de Catherine Vautrin, opposante à la législation sur la fin de vie, en tant que ministre de la Santé, fait réagir Jean-Luc Roméro-Michel, inquiet pour la poursuite du projet de loi sur la fin de vie.
En décembre 2023, la chanteuse Françoise Hardy interpelle le président Macron dans une lettre ouverte publiée dans La Tribune du Dimanche. La chanteuse, atteinte d'un cancer du larynx, explique : « Vous le savez, une grande majorité de gens souhaitent la légalisation de l'euthanasie. Nous comptons tous sur votre empathie et espérons que vous allez permettre aux Français très malades et sans espoir d'aller mieux, de faire arrêter leur souffrance quand ils savent qu'il n'y a plus aucun soulagement possible ».
Le 10 mars 2024, dans un entretien accordé aux journaux Libération et La Croix, Emmanuel Macron dresse les contours du projet de loi instaurant une aide à mourir, sous certaines conditions, et évoque un « modèle français »,. Il comprend deux volets : l’aide à mourir et le développement des soins d’accompagnement, y compris les soins palliatifs,.
La rédaction du projet de loi s’appuie sur la Convention citoyenne sur la fin de vie, l’avis 139 du Comité national consultatif d’éthique, le rapport d’évaluation de la loi Claeys-Leonetti et l’avis de l’Académie de médecine,.
Selon le Président, pour bénéficier de l’aide à mourir, les patients devront être majeurs, être de nationalité française ou résider de façon stable et régulière en France, « capables d'un discernement plein et entier », atteints d'une « maladie incurable » avec un pronostic vital « engagé à court ou à moyen terme », et confrontés à des souffrances insupportables ne pouvant pas être soulagées,. Le texte inclut les souffrances physiques et psychologiques.
Les personnes atteintes de maladies psychiatriques ou neurodégénératives altérant le discernement comme Alzheimer ne peuvent toutefois pas demander cet acte, même si elles ont fait part de leur choix au préalable lorsque leurs capacités mentales étaient entières.
Selon le projet de loi, l’aide à mourir consiste en l'administration d'une substance létale par le patient lui-même ou par un professionnel (médecin, infirmier) désigné par le malade, en cas d’impossibilité physique pour le patient d’effectuer lui-même le geste. La procédure pourrait s’effectuer à domicile, à l’hôpital ou en Ehpad. Aucun soignant ne pourra toutefois se voir obligé de pratiquer l’acte ou d’accompagner un malade. En cas de refus, il devra donner le contact de confrères susceptibles d'accepter. La loi prévoit aussi la traçabilité des décisions et une instance de contrôle. 
Le patient qui souhaite mourir devra solliciter un médecin ne faisant pas partie de sa famille. Celui-ci doit obligatoirement lui proposer une prise en charge en soins palliatifs. Si le patient maintient son choix, le médecin devra solliciter l'avis d'au moins deux personnes : un spécialiste de la pathologie concernée qui ne connaît pas le patient, et un soignant non-médecin ayant de préférence accompagné le malade. Le premier médecin aura 15 jours pour rendre sa décision. En cas de refus, le malade pourra déposer un recours. Si l'avis du médecin est positif, il prescrira la substance létale au patient qui devra attendre deux jours supplémentaires pour confirmer son choix, puis aura trois mois pour accomplir son geste. Le soignant retirera en pharmacie la substance létale et la préparera. Le patient sera accompagné jusqu'au bout par un soignant, même s’il s'administre lui-même le produit. 
Du côté des soins palliatifs, le gouvernement s’engage à verser 1,1 milliard d'euros supplémentaires sur 10 ans pour les soins palliatifs. Un amendement voté en séance publique multiplie par deux ces crédits à 2,2 milliards d’euros, à l‘issue des 10 ans, soit en 2034. La ministre de la Santé Catherine Vautrin annonce aussi la création de 21 unités de soins palliatifs dans les départements en étant dépourvus, des maisons d’accompagnement pour faire le lien entre l’hôpital et le domicile, et la mise en place d’une filière universitaire dédiée.
Le 15 mars 2024, le gouvernement transmet son projet de loi sur la fin de vie au Conseil d'Etat. Le gouvernement présente son projet de loi le 10 avril en Conseil des ministres. Dès lors, une commission spéciale composée de 71 députés issus de tous les groupes politiques est constituée. Elle est chargée d’examiner le projet de loi et de préparer les débats devant suivre à l’Assemblée. Pendant un mois, la commission spéciale procède à des auditions, décortique les 21 articles présents dans la loi et examine les amendements déposés. La ministre du Travail, de la Santé et des Solidarités, Catherine Vautrin, est la première à être auditionnée par les députés. La commission spéciale prévoit aussi d’auditionner Jean-François Delfraissy, le président du Comité consultatif national d’éthique, Régis Aubry, co-rapporteur de l’avis du CCNE intitulé « Questions éthiques relatives aux situations de fin de vie : autonomie et solidarité », Alain Claeys et Jean Leonetti, auteurs de la loi sur la fin de vie, ainsi que d’autres professionnels de santé, associations, représentants des cultes, psychologues, sociologues, philosophes… Mi-avril, Jean-François Delfraissy estime que le texte du gouvernement est similaire à l'avis présent dans le numéro 139 du Comité consultatif national d’éthique. La commission spéciale clôt ses auditions avec une table ronde le 30 avril et salue les débats apaisés et constructifs.
La notion de pronostic vital à court et moyen terme reste néanmoins ouverte aux débats. L’ADMD reste prudente en ce qui concerne le pronostic vital excluant de fait certaines pathologies comme les maladies neuro-dégénératives, même si le patient a exprimé clairement ses volontés dans des directives anticipées. Le 16 avril, Jonathan Denis, président de l’ADMD réagit au projet de loi. L’association privilégie le modèle belge, plus large, qui ne demande pas de pronostic vital. Seules les souffrances physiques ou psychologiques insupportables sont alors prises en compte. 
La commission spéciale décide le 16 mai de supprimer cette condition qui est remplacée par la notion d’affection « en phase avancée ou terminale ».
Parmi les autres réserves de l’association, l’ADMD souhaite que l’acte puisse être également pratiqué par un médecin ou un tiers, à la demande du patient, même en l’absence d’incapacité physique pour ce dernier d’accomplir le geste. D’autre part, la personne de confiance n’est pas mentionnée dans le texte.
Les amendements du projet de loi sont examinés à partir du 13 mai par les 71 députés de la commission spéciale, avant le début des débats dans l’Hémicycle. Le projet de loi est quant à lui examiné et débattu par les députés à l’Assemblée nationale à partir du 27 mai. L’examen parlementaire doit alors durer plusieurs mois et est prévu de se poursuivre jusqu’à deux ans en cas de divergences entre le Sénat et l’Assemblée nationale, le gouvernement ayant fait le choix de ne pas engager la procédure accélérée afin de permettre aux députés et aux sénateurs de travailler de façon constructive et sereine.
Le 6 juin, l’Assemblée nationale adopte l’article 5 du projet de loi qui instaure et définit l’aide à mourir. Le 7 juin, les députés valident les cinq conditions d'accès à l'aide à mourir, fixées par l'article 6 du projet de loi. Le pronostic, supprimé en commission spéciale, est finalement réintroduit par les députés. Les députés optent pour une « affection grave et incurable, qui engage son pronostic vital, en phase avancée ou terminale ».
Le vote final est alors prévu le 18 juin. 
Toutefois, l’annonce de dissolution de l’Assemblée nationale par le Président le 9 juin met un terme immédiat au projet de loi, aux travaux de la commission, ainsi qu’à toute perspective d’aide à mourir et de développement des soins palliatifs. L’ADMD évoque « un immense gâchis » et « un grand coup de massue ». Le projet de loi reste en suspens puisque le Rassemblement National et La France Insoumise n’ont pas pris l’engagement dans leur programme de changer la loi Leonetti. Le projet de loi devra faire l'objet d'un nouveau dépôt par le prochain gouvernement et être réinscrit à l'ordre du jour après les législatives. Une hypothèse jugée incertaine.

## Fonds de dotation
Le 20 décembre 2011, l’ADMD créé un fonds de dotation. Celui-ci voit officiellement le jour le samedi 7 janvier 2012, date de publication au Journal officiel. Ce fonds permet à l’association de collecter les legs, dons et assurances-vie. Il est placé sous double contrôle d’un commissaire aux comptes et de la préfecture de Paris. Ses comptes sont publiés au Journal officiel. Les derniers statuts datent du 10 février 2020.
Depuis sa création en 2012 et conformément à la loi, un comité consultatif fait des propositions à l’association sur la politique d’investissement.

## Communication

### Campagnes de communication
En novembre 2011, à l’occasion de la Journée mondiale pour le droit de mourir dans la dignité, l’ADMD diffuse un visuel dans la presse et sur les réseaux sociaux. Il représente une malade alitée, les yeux fermés, vue à travers les barreaux de son lit d'hôpital, avec la légende : « Certains condamnés n'ont toujours pas le droit de voir leur peine écourtée ».
En mars 2012, l’association lance une autre campagne choc. On voit notamment François Bayrou, Nicolas Sarkozy et Marine Le Pen sur un lit d’hôpital. Le slogan est : « M (Mme) le (la) candidat(e), doit-on vous mettre dans une telle position pour faire évoluer la vôtre sur l'euthanasie ? ». Elle est accompagnée d’une vidéo. Ces trois candidats sont choisis en raison de leur forte opposition à la légalisation d'une aide active à mourir. Devant cette campagne choc, Jean-Luc Romero explique : « Cela fait trente-deux ans que l'ADMD existe et que les politiques ne nous entendent pas alors que la question de l'euthanasie fait l'unanimité auprès des Français ».
En 2016, l’association rédige une lettre ouverte et accuse le président de la République François Hollande, reprenant le J'accuse…! d’Emile Zola. Ainsi, on peut lire : « J'accuse la France, pays des Droits de l'Homme, de laisser mourir de faim et de soif les personnes en fin de vie ».
En 2022, l’ADMD lance une grande campagne de communication avec le slogan « On va tous mourir ». La campagne est diffusée à grande échelle dans la presse quotidienne nationale et 39 titres de la presse quotidienne régionale. A cette occasion, l’association lance un site d’interpellation Les Français sont prêts. L’ADMD met également en place un site d’information participatif pour les élections législatives.

### Logo
Le logo originel de l’ADMD est un triangle formé par des chaînes. Ce logo s'inspire de celui de la franc-maçonnerie dont l’association est issue. Un autre logo est utilisé pour la communication.

### Sondages
L’ADMD commande ponctuellement des sondages. Ainsi, en juin 2023, selon un sondage Ifop réalisé en partenariat avec l’ADMD, plus de 80 % des moins de 35 ans sont favorables au recours à l’euthanasie. De leur côté, les médecins se déclarent favorables à 71 % à la légalisation de l’euthanasie et au suicide,.

## Publications
L’ADMD publie différents supports : le Journal de l’ADMD, des fiches, avis et rapports, des fiches pays, des fiches législatives, différents guides pratiques.
L’ADMD dispose également d’une vidéothèque dans laquelle se trouvent des messages de militants, des témoignages...
En 2023, l'association publie son Livre blanc: 20 contributions pour mieux comprendre. En octobre, l’association publie un document intitulé "20 éléments constitutifs d'un nouveau droit en fin de vie".

### Autodélivrance
Ce fascicule, initialement conçu par Michel Landa, fondateur et président en 1980, a été écrit par son fils Pascal Landa président de 1981 a 1983 (administrateur plus de 30 ans). Autodélivrance a été publié en 1981 par l'ADMD et vendu aux adhérents de plus de 3 mois d'ancienneté qui le demandaient. Après une dizaine de pages parlant de l'importance de la vie, du choix de la quitter, du besoin de réflexion, le livret présentait les médicaments disponibles à l'époque avec les doses qu'il fallait prendre et les conditions requises pour ne pas rater son suicide. Le prix de 50F a permis de créer un fond de plus d'un million de francs garantissant la pérennité de l'association, car en 1983 plus de 16 000 personnes avaient adhéré, en partie pour obtenir ce livret. Ces fonds ont permis des campagnes de communication nationales et régionales avec le recrutement par Marguerite Liegeois d'un réseau national de représentants locaux animant des petits groupes d'adhérents. Nous[Qui ?] avons aussi toujours soutenus des cas difficiles où la législation en vigueur ne permettait pas une fin de vie sereine.

## Controverses
En 1980, l'association se finance et se fait connaître en diffusant un fascicule appelé Le Guide de l'autodélivrance. Pour Pascal Landa, « il s'agissait d'une méthode d'utilisation de différentes techniques pour parvenir à un suicide réussi, dont les drogues chimiques ou la méthode du sac plastique ». Ce manuscrit sert de trame au best-seller de 1982, Suicide, mode d'emploi qui fait l'objet de nombreuses poursuites judiciaires. Ce n'est qu'en 1987, au bout d'un long processus parlementaire, que la loi Daily-Barrot, permet de réprimer de manière convenable la provocation au suicide et la publicité ou la propagande en sa faveur.
En 2007, l'ADMD est accusée par un journaliste du Parisien d'aider des patients à monter des dossiers médicaux, afin qu'ils puissent être candidats à des suicides assistés en Suisse. Des médecins français dénoncent ces pratiques : « Il y a très peu de contrôle sur la réalité des pathologies dont souffrent les patients. La réalité, c'est que l'on euthanasie parfois des dépressifs. C'est effrayant ». L'article y explique également que l'association est présente dans les commissions des usagers des hôpitaux. D'après l'article, les médecins réanimateurs s'inquiètent de cet entrisme qui permet à l'ADMD de relayer ses thèses sur le suicide médical assisté à l'intérieur même des établissements.
Un agrément est délivré à l'association par le ministère de la Santé pour siéger dans les instances hospitalières ou de santé publique depuis août 2006.
Dans son émission du 13 avril 2017, le magazine télévisé Envoyé spécial démontre comment l'ADMD affirme, à la veille d'une élection présidentielle, que 95% des Français sondés sont favorables à l'euthanasie en s'appuyant sur une question à la formulation biaisée : « Certaines personnes souffrant de maladies insupportables et incurables demandent parfois aux médecins une euthanasie, c’est-à-dire qu’on mette fin à leur vie, sans souffrance. Selon vous, la loi française devrait-elle autoriser les médecins à mettre fin, sans souffrance, à la vie de ces personnes atteintes de maladies insupportables et incurables, si elles le demandent ? ». L'auteur du sondage pour l'ADMD, Frédéric Dabi de l'institut Ifop, indique qu' il s'agit d'une question historique qui est posée depuis des années et qui obtient le même résultat. Pour un autre sondage commandé par l'association Soulager mais pas tuer, mouvement opposé à toutes formes d'euthanasie et de suicide assisté parrainé par le tétraplégique Philippe Pozzo di Borgo, l'Ifop pose une question formulée différemment :  « Quand  vous  pensez  à  votre  propre  fin  de  vie,  quels  sont, parmi  les points suivants, les deux qui vous semblent prioritaires ? », et n'obtient que 34% de réponses favorables à l’euthanasie en 2017,, et 24% en 2021. Un sondage publié en janvier 2018 par le journal catholique La Croix fait état de 89% de sondés favorables à une évolution de la loi. À la question formulée ainsi : « Pensez-vous qu'il faille légaliser l’euthanasie (c’est-à-dire la possibilité pour un patient souffrant d’une maladie incurable de demander à un médecin de mettre fin à ses jours) et/ou le suicide assisté (c’est-à-dire la possibilité pour un tiers de délivrer un produit létal permettant à celui qui le souhaite de mettre fin à ses jours) » : 47% des sondés répondent « Oui il faut légaliser l'euthanasie », 24 % des sondés répondent « Oui il faut légaliser l'euthanasie et le suicide assisté », 18% des sondés répondent « Oui il faut légaliser le suicide assisté ».